# Svátek (sociologie)
Svátek je z pohledu sociologie společenská instituce, která se objevuje ve všech druzích společnosti už od archaických dob. Primárně slouží k rekreaci společnosti a je ozdravujícím protikladem běžného dne. Tato polarita platí i v případě, kdy je svátek soustředěn buď do delších časových úseků, tzv. „svátečních sezón,“ nebo je rozprostřen mezi dny všední.
Co také platí pro všechny svátky, je skutečnost, že zúčastnění lidé se chovají úplně jinak, než mají v každodenní zvyklosti. Všední práce je během této doby zakázána a naproti tomu jiné běžné zákazy bývají často překračovány.
Svátek má i symbolický význam. V tradičních společnostech bylo za deviantní považováno neslavit svátek, resp. se neúčastnit aktivit s ním spojeným. Tato doba sloužila ke stmelování lidí dohromady, v současnosti však dochází spíše k opaku, kdy se většina společnosti stáhne do úzkého rodinného kruhu a využívá tento čas k odpočinku. V moderní společnosti je však také potřeba, aby se někteří její členové do svátku nezapojovali, aby vykonávali činnost, která je typická pro jejich všední den (lékaři, obsluha čerpacích stanic).

## Historie
V tradičních společnostech lidé věřili, že společnost prochází podobnými cykly jako příroda. A to cyklem zrodu, růstu a následného zániku. Po tomto zániku dojde vždy ke znovuzrození, a proto se to samé snažili aplikovat na společnost, a to ve formě svátků, které měly pomoci právě při přechodu ze starého a špatného období k novému začátku. Z tohoto důvodu jsou také svátky umisťovány do období citelných přírodních změn, jako například rovnodennosti a slunovratů, období dešťů, sucha atp. Po skončení každého takového cyklu byla společnost zbavena starých hříchů a mohla přejít do nové fáze.
Typické pro kmenové slavnosti byly dlouhé a vyčerpávající tance. Oslavy byly také spojovány s konzumací velkého množství jídla a pití, a to znovu v kontrastu ke všedním dnům. Co také bylo pro mnohé kultury běžné během tohoto období, bylo porušování povinnosti oddělovat ženské a mužské aktivity. Tento zvyk byl k vidění například ve staré Číně, ale i v Babylonu, v židovské kultuře v době svátku purim a u Řeků během tzv. hybristiky.

## Charakteristika
Tradičně jsou svátky spojeny s náboženskou oslavou. Často dochází k hodování, nebo až k úplnému plýtvání hmotnými statky, aby společnost dokázala, že žije v blahobytu. Tento jev lze pozorovat i při typu svátků, které nejsou náboženské, ale jsou vyhlášeny státem (okázalá výzdoba v ulicích symbolizuje prosperitu státu).
Svátky se tedy mohou slavit jak z náboženských důvodů (např. Vánoce, Velikonoce), tak je může vyhlásit stát (např. 28. října, 17. listopadu), jenž díky tomu může šířit politickou ideologii, kterou se řídí. Většina projevů pronášených při těchto příležitostech odkazuje na historické události, které stojí za vznikem daného státu, a svátek se tak stává jeho politickým nástrojem. Na druhou stranu se v demokratických zemích svátek stává symbolickým dnem, kdy občané pomocí demonstrace mohou vyjádřit svůj nesouhlas. Čestnou výjimku jsou svátky, které odkazují na události důležité pro národ, jako je v České republice například Den upálení Mistra Jana Husa, který se příliš nevyužívá k politickým demonstracím.
Některé svátky jsou určeny jen pro určitý okruh lidí (Den matek, Mezinárodní den žen) nebo oslavují či upozorňují na jiné, pro společnost méně podstatné věci, vlastnosti apod., a nejsou tudíž brány tak vážně a splývají s dny všedními (Světový den vědy pro mír a rozvoj, Mezinárodní den ochrany ozónové vrstvy, Mezinárodní den bílé hole).
Svátky mohou mít pevně stanovené datum, v tom případě se většinou jedná o svátky stanovené státem. Naopak náboženské svátky mají datum často pohyblivé, závislé například na astronomických jevech. Svátky mohou trvat jak jeden, tak i více dní. Ve společnostech se setkáme s dvojím rozdělením svátků do kalendáře. V prvním případě jsou rozloženy do průběhu celého roku. V druhém případě se svátky konají za sebou a tvoří „svátkovou sezónu“.

### Svátek jako společenská instituce
„Za instituci považujeme každý obecně praktikovaný způsob jednání sloužící naplnění určité reálné anebo fiktivní potřeby.“ Lidé se chovají podle určitého rutinního a stereotypního vzorce.
Právě slavení svátků se tedy projevuje institucionalizovaným jednáním. Je to především absence racionálního zdůvodnění svátku (lidé jej respektují a přijímají, aniž by jim mnohdy bylo známo původní poslání daného svátku), závaznost členů dané společnosti k této instituci (svátku) a význam z hlediska sociální kontroly – v případě svátku se jedná o regulaci společenského jednání bez nutnosti dohledu.
Instituci svátků bychom mohli hledat ve všech světových kulturách. Jednotlivé kultury se svými svátky odlišují především tím, soustředí-li je do určitého období, nebo jsou-li jejich svátky různě rozloženy do jednoho roku a periodicky se opakují.

## Funkce svátku ve společnosti
Svátky vznikaly v době, kdy byl život společnosti vnímán jako cyklicky probíhající. Hlavním účelem svátků tedy bylo a dodnes je určitým způsobem „omlazovat“ společnost, která se v průběhu všedních dnů „opotřebovává“. Pro tradičně žijící společnosti svátky přestavují způsob, jak budovat soudružnost mezi členy.
Funkce svátků ve společnosti je symbolická. To platí jak pro tradiční společnosti (tj. prvotní chaos), tak pro společnost moderní (tj. připomínání zakladatelských principů dané společnosti –  v České republice např.: 28. říjen).
Význam instituce svátku však prošel v moderní společnosti velkou proměnou. Došlo k jeho radikální privatizaci, tzn. že ačkoliv je vyhlašován pro společnost jako celek a měl by sloužit k rekreaci společnosti jako celku, slouží nyní ve většině případů pouze jednotlivým členům společnosti. V praxi to znamená, že lidé svátek využívají k tomu, aby se stáhli do soukromí a uchýlili do rodinných kruhů. Veřejná společnost v době svátků de facto zaniká – nevyrábí se, nesměňuje se, lidé se scházejí pouze v užších společenských kruzích (rodina, přátelé).